# Carmen Seco
Carmen Seco Cea (Villafranca de Duero, 28 de marzo de 1888-Madrid, 9 de julio de 1967) fue una actriz y profesora de declamación española.

## Trayectoria
Nacida en la localidad vallisoletana de Villafranca de Duero el 28 de marzo de 1888, se instala en Madrid en 1893.

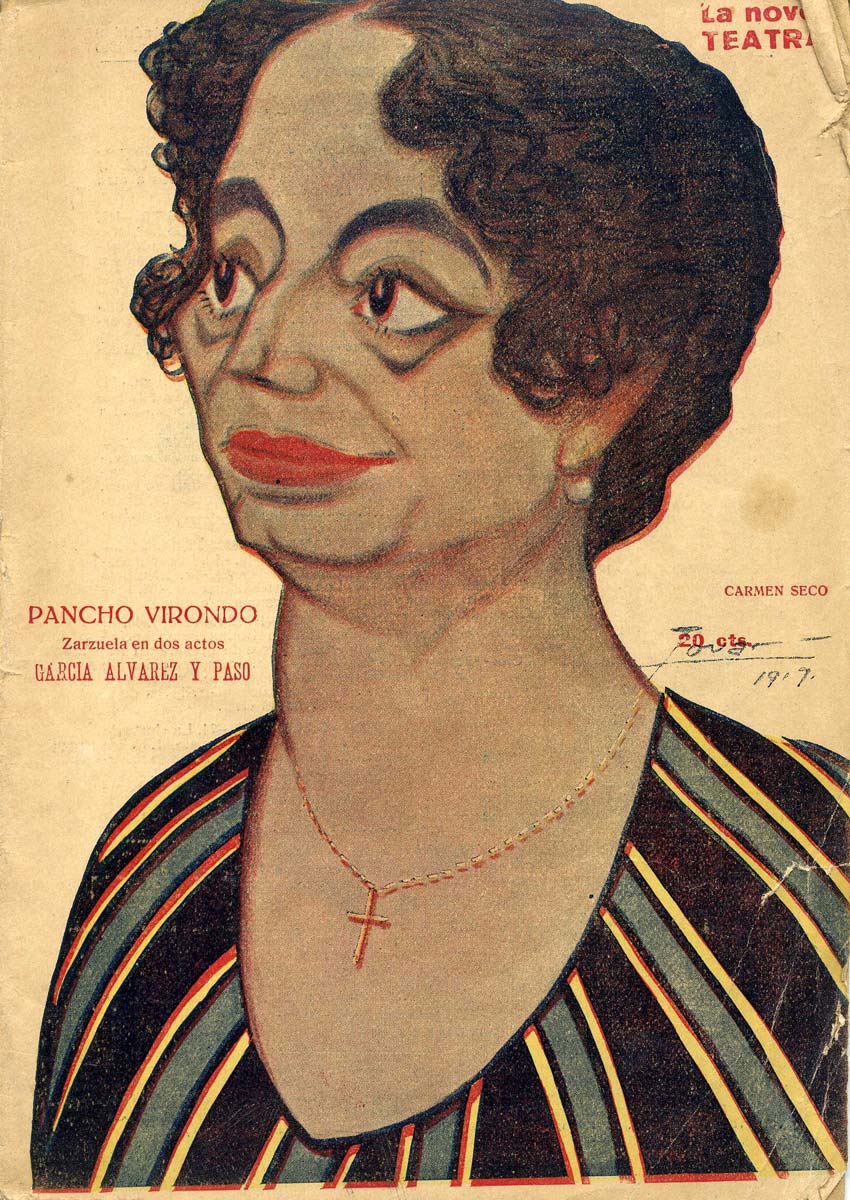
Caricaturizada por Tovar (1920)

Se inicia en la actividad artística una década más tarde, alcanzando su esplendor profesional durante las décadas de 1910 y 1920. En ese tiempo se integra en las compañía de Ricardo Calvo y Jacinto Benavente (Teatro Español) y seguidamente en la de José Romeu. Durante esa etapa interpreta, entre otras, obras como Canción de cuna (1911), de Gregorio Martínez Sierra, La cenicienta (1919), de Jacinto Benavente, Las mocedades del Cid (1922), de Guillén de Castro y Son mis amores reales (1925), de Joaquín Dicenta (hijo).
En 1934 pasa a impartir clases de declamación en el Conservatorio de Música y Declamación de Madrid, actividad que mantiene en la década posterior. Llegó a convertirse en Catedrático de la Real Escuela Superior de Arte Dramático.
Tras la Guerra civil española formó parte de la Compañía del Teatro María Guerrero de Madrid, que dirigía Luis Escobar. Entre las obras en las que intervino, cabe mencionar El tiempo y los Conaway (1942), de J. B. Priestley, Un espíritu burlón (1946), de  Noël Coward, Alberto (1949), de José López Rubio, Historias de una casa (1949), de Joaquín Calvo Sotelo,  Irene o el tesoro (1954), de Antonio Buero Vallejo, El príncipe durmiente (1957), de Terence Rattigan y Esta noche es la víspera (1958), de Víctor Ruiz Iriarte.
Su paso por el cine fue meramente testimonial, apareciendo únicamente en Dulcinea (1947), Don Juan Tenorio (1952) y Hermano menor (1953).